# Nomad (album de Jesse Cook)
Pour les articles homonymes, voir Nomad.
Albums de Jesse Cook
Free Fall
(2000) Montreal
(2004)
Nomad est le cinquième album de Jesse Cook.
La plupart des morceaux ont été enregistrés en Afrique et au Moyen-Orient.

## Titres
1. Prelude – 1:45
2. Qadduka-l-Mayyas (traditionnel, Jesse Cook) – 3:19
3. Surrender – 3:55
4. Early On Tuesday – 3:49
5. Beloved – 2:03
6. Waiting for Tide – 5:39
7. Down Like Rain – 3:35
8. Leila – 3:44
9. Maybe – 3:13
10. Nomad (Jesse Cook, Simon Emmerson, James McNally) – 5:30
11. Worlds Away – 4:36
12. Toca Orilla (Jesse Cook/Alejandra Nuñez) – 4:21

Tous les morceaux ont été écrits par Jesse Cook sauf indication contraire.